# Stiften
Stiften is een fictief kaartspel uit de humoristische Nederlandse televisieserie Jiskefet, meer bepaald het onderdeel Debiteuren Crediteuren in een aflevering uit 1995. Meneer Jos speelt meneer Edgar helemaal blut met dit kaartspel, waarvan de kennelijk zeer gecompliceerde regels (Stift, dubbelstift, jack in the box! en de elleboog op tafel) volstrekt onduidelijk zijn.
In de musical Goeiesmorgens uit 2011 komt dit onderwerp in de vorm van "World of Stiftcraft" weer terug. Edgar speelt dit spel samen met Jos op een online platform, maar wordt door een stel Koreanen ingemaakt, waardoor ook deze keer Edgar zijn vermogen ziet slinken.